# Gante-Wevelgem 1945
La Gante-Wevelgem 1945 fue la 7.ª edición de la carrera ciclista Gante-Wevelgem y se disputó el 29 de julio de 1945 sobre una distancia de 200 km. Esta sería la primera edición en la que se permitía participar a los corredores con el maillot de su equipo. Hasta 1939, solo podían correr a los ciclistas a título individual. 
El belga Robert Van Eenaeme (Metropole-Dunlop) ganó en la prueba al imponerse al sprint a sus compañeros de fuga. Sus compatriotas Maurice Van Herzele y André Declerck fueron segundo y tercero respectivamente. Ésta es la tercera victoria de Van Eenaeme y se convertiría en el primer corredor que lo conseguía. Posteriormente, otros cuatro ciclistas repetirían esta gesta. 

## Clasificación final
| Posición | Ciclista                 | Equipo             | Tiempo    |
| -------- | ------------------------ | ------------------ | --------- |
| 1        | Robert Van Eenaeme       | Metropole-Dunlop   | 5h 35'00" |
| 2        | Maurice Van Herzele      | A. Trialoux-Wolber | m.t.      |
| 3        | André Declerck           | Alcyon-Dunlop      | m.t.      |
| 4        | Félicien Vandendriessche | Individual         | m.t.      |
| 5        | Désiré Marien            | Individual         | m.t.      |
| 6        | Roger Dujardin           | Individual         | a 30"     |
| 7        | Jules Lowie              | Mercier-Hutchinson | m.t.      |
| 8        | Albert Decin             | Individual         | a 1'20"   |
| 9        | Jérôme Dufromont         | Individual         | a 3'40"   |
| 10       | Adolf Verschueren        | Mercier-Hutchinson | m.t.      |